# Carea venusta
Carea venusta är en fjärilsart som beskrevs av W. Warren 1912. Carea venusta ingår i släktet Carea och familjen trågspinnare. Inga underarter finns listade i Catalogue of Life.